# سندرم اتلو

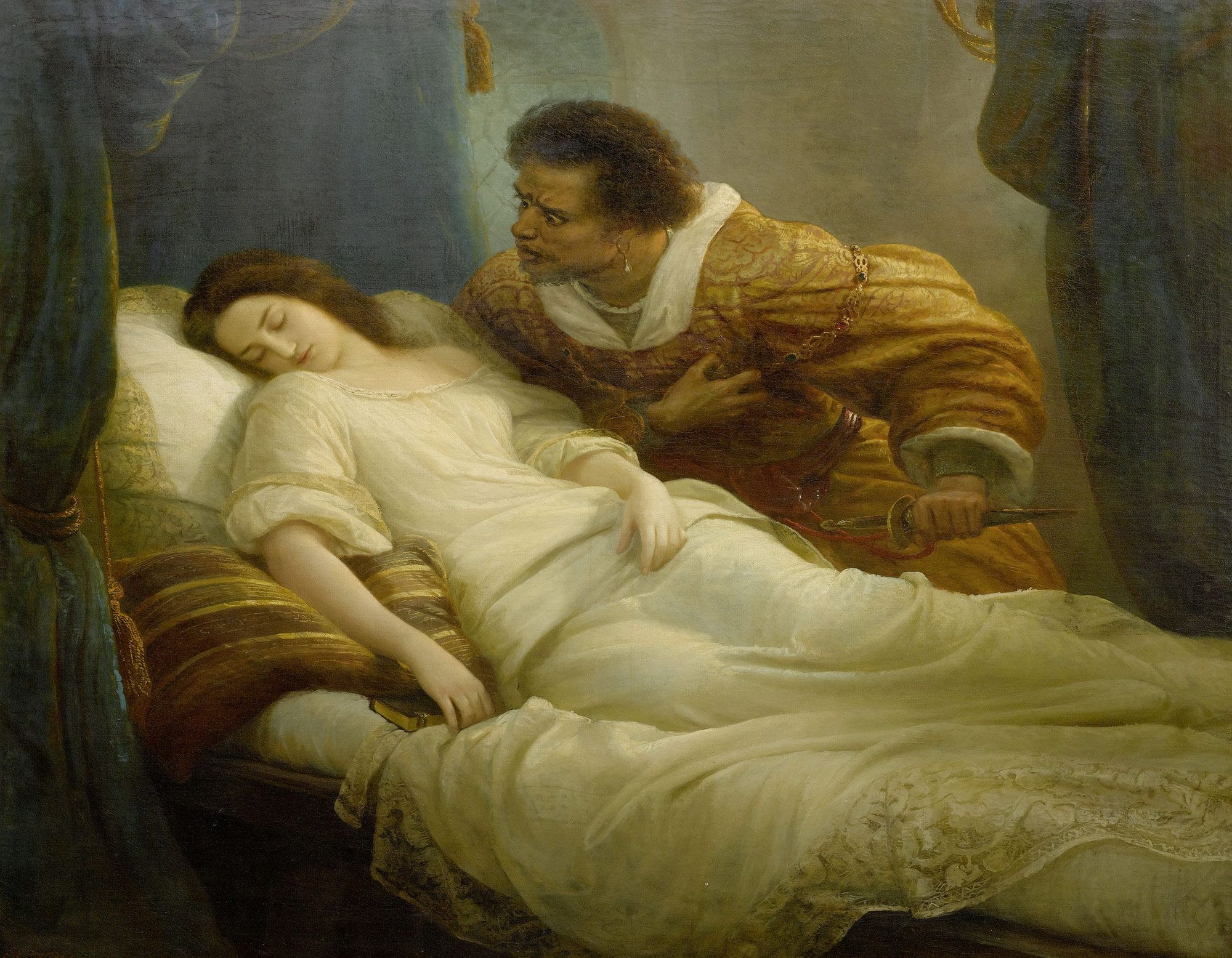
Othello mit seiner schlafenden Frau

سندرم اتلو که با نام‌های حسادت بیمارگونه، سندرم اتللو یا حسادت هذیانی نیز شناخته می‌شود، یک اختلال روان‌شناختی است که در آن فرد با فکر اینکه که همسر یا شریک جنسی در حال خیانت است مشغول است، چنین حالتی معمولاً بدون هیچ مدرک واقعی رخ می‌دهد و فرد درگیر بدون داشتن شواهد متقنی در ذهن خود به خیال پردازی مشغول است. این یکی از انواع فرعی اختلال هذیانی در نظر گرفته می‌شود.

## تعریف
این اختلال زمانی اتفاق می‌افتد که فرد معمولاً بر اساس شواهد ناچیز، حداقل یا بدون شواهد مکرر اتهامات زیادی مبنی بر خیانت همسر یا شریک جنسی خود ارائه می‌کند و اغلب برای اثبات ادعاهای خود از رویدادها یا مطالب به ظاهر عادی یا روزمره استناد می‌کند.
برخلاف سایر اختلالات هذیانی، افرادی که از این اختلال رنج می‌برند، ارتباط قوی با تعقیب، تعقیب سایبری، خرابکاری یا حتی خشونت دارند.
نام «سندرم اتللو» از شخصیتی در نمایشنامه شکسپیر اتللو گرفته شده‌است که همسرش را در نتیجه باور نادرست مبنی بر خیانت او به قتل می‌رساند.